# Permanentgas
Als Permanentgase oder auch permanente Gase bezeichnet man heute vor allem in der Gasanalytik eine Gruppe von Gasen, der hauptsächlich Wasserstoff, Sauerstoff und Stickstoff zugerechnet werden, seltener auch Methan und Kohlenmonoxid.

## Begriffsherkunft
Der Begriff wurde offenbar schleichend am Anfang des 19. Jahrhunderts für die Gruppe aller Gase geprägt, die man durch die damals bekannten Techniken nicht verflüssigen oder in den festen Aggregatzustand überführen konnte.
Zu dieser Zeit wurden von vielen Naturwissenschaftlern Versuche unternommen, die damals noch nicht lange isolierten Gase (1766 Wasserstoff von Henry Cavendish, Sauerstoff und Stickstoff 1772 von Carl Wilhelm Scheele) verschiedensten chemischen und physikalischen Versuchen zu unterwerfen, um mehr über deren Eigenschaften zu erfahren. Dazu zählten auch
Versuche zur Kondensation. Gase, die sich der Verflüssigung (oder auch anderen Umsetzungen) widersetzten, wurden zunächst beständige Gase genannt.
So formuliert beispielsweise Lavoisier 1803:

„Es gibt also eine gewisse Anzahl an Substanzen, die in solchen Graden der Wärme, welche denen worin wir leben sehr nahe kommen, sich in luftförmige Flüssigkeiten umwandeln. Wir werden bald sehen, daß es andere gibt [...], die bei dem gewöhnlichen Grade der Wärme und dem Drucke der Atmosphäre beständig im luftförmigen Zustande beharren.“

Im Lehrbuch der reinen Chemie von 1824 steht folgende Definition:

„[...] ein großer Unterschied [ist aber], daß die durch Wärme in den gasförmigen Zustand übergegangenen steten oder tropfbarflüssigen Körper, auch unter gewissen Umständen wieder in den steten oder tropfbarflüssigen Zustand zurückkehren können, während es andere gasförmige Körper gibt, welche für sich allein in gar keiner andern Kohäsionsform uns bekannt sind, und welche [ihre] Eigenschaften unter allen Umständen, namentlich in der größten Kälte und bei dem größten äussern Druck, beibehalten. Diese nennen wir beständige, permanente Luft- oder Gasarten; jene, im Gegensatz von diesen, unbeständige Luft- oder Gasarten.“

Berzelius schreibt schließlich 1833 im Lehrbuch der Chemie:

„Dabei ist der Umstand noch zu bemerken, dass viele Körper welche Gasgestalt angenommen haben, weder durch Erkalten, noch durch Zusammendrücken, noch durch beides zusammen, wieder zur flüssigen oder festen Gestalt gebracht, oder von ihrer Wärme getrennt werden können. Solche Körper nennt man beständige oder permanente Gase; Beispiele davon liefern das Sauerstoffgas, Stickgas, Wasserstoffgas, u. m. a.“

In der Zeit zwischen 1823 und 1845 gelang es Michael Faraday, viele Gase mit immer weiter entwickelten Apparaturen zu verflüssigen, darunter auch Chlor, Schwefeldioxid, Schwefelwasserstoff, Stickstoffmonoxid und Ammoniak.
Die Verflüssigung der dann noch als permanent geltenden Gase Stickstoff und Sauerstoff erreichten erst 1877 Pictet und Cailletet unabhängig voneinander. Wasserstoff konnte sogar erst 1898 von Dewar verflüssigt werden. Damit war die klassische Definition des Begriffs Permanentgase gegenstandslos geworden.